# Senato (Australia)
Il Senato (in inglese: Senate) è la camera alta del Parlamento australiano, e i suoi membri sono eletti dal popolo con un sistema proporzionale per un mandato della durata di sei anni. La camera bassa è invece la Camera dei rappresentanti.
Secondo la Costituzione australiana, il Senato deve:
- comprendere un numero uguale di senatori per ogni Stato originario;
- avere almeno sei senatori per ogni Stato originario;
- assicurare che ogni legge elettorale riguardante il Senato non operi discriminazioni tra gli Stati.

Il numero di senatori è cambiato negli anni. Originariamente, la Costituzione prevedeva sei senatori per ogni Stato e quindi un totale di 36 senatori. Nel 1948 si decise di aumentare da sei a dieci il numero di senatori per Stato, raggiungendo quota 60. Il totale fu portato a 64 quando, a partire dal 1975, ai due territori dell'Australia fu consentito di eleggere due senatori ciascuno. L'ultimo aumento risale al 1984, quando fu stabilito che ogni Stato eleggesse 12 senatori.
Il Senato australiano conta dunque 76 membri: 12 per ciascuno dei 6 Stati e 2 per ciascuno dei 2 Territori. I senatori eletti negli Stati rimangono in carica sei anni, quelli eletti nei Territori tre anni. I seggi di spettanza degli Stati, inoltre, sono soggetti a rinnovo parziale ogni 3 anni: ad ogni tornata, pertanto, sono rinnovati complessivamente 40 seggi (6 senatori su 12 in ciascuno Stato, nonché i 2 senatori di ciascun Territorio).

## Storia
L'Atto di Costituzione del Commonwealth di Australia (1900) istituì il Senato all'interno del sistema di governo del Paese. In confronto con altri sistemi di governo, il Senato australiano presenta caratteristiche particolari. A differenza delle altre camere alte del sistema Westminster, esso non è un organo vestigiale con un potere legislativo limitato. Piuttosto, riveste un ruolo attivo nell'attività legislativa. Anziché prendere a modello la Camera dei Lord britannica, infatti, ci si è ispirati in parte al Senato americano, anche per l'uguale rappresentanza garantita a tutti gli Stati.
Come altre camere alte, il Senato australiano non ha il potere di approvare leggi di bilancio o che impongono nuove tasse; tale funzione è riservata alla camera bassa.  
Nella strutturazione del Senato si riflette il desiderio dei Costituenti di assegnare a tale camera una funzione stabilizzatrice all'interno del sistema democratico (stessa funzione assolta dal precedente Consiglio legislativo). Inoltre, emerge anche la volontà degli Stati più piccoli di ottenere un certo potere al Senato in modo da far sì che gli interessi degli Stati più popolosi, che possono contare su un numero elevato di seggi alla Camera dei rappresentanti, non dominino totalmente il governo del Paese. Tale situazione determina, dunque, che raramente un partito politico anche abbia raggiunto la maggioranza alla camera bassa riesca poi ad ottenere una maggioranza anche in questa Camera, proprio a garanzia della rappresentanza, nel processo legislativo delle varie istanze del paese.

## Contrasto tra Camere e risoluzione
Se il Senato rifiuta ripetutamente di approvare una legge già approvata dalla camera bassa, il Governo può abbandonare il progetto di legge, rivederlo oppure, in alcuni casi stabiliti dall'Articolo 57 della Costituzione, il Primo ministro può raccomandare al Governatore Generale di sciogliere l'intero Parlamento con una doppia dissoluzione. Tale espressione sta a significare che sia il Senato sia la Camera dei Rappresentanti sono rieletti per intero e non solo per metà come nelle normali elezioni. Dopo le elezioni che seguono al doppia dissoluzione, se la legge in questione viene riproposta e viene ancora bocciata dal Senato, il Governatore Generale può decidere di convocare una seduta congiunta delle due camere per cercare di far approvare la legge. Questa situazione si è verificata una volta soltanto nel 1974. 
Nel 2003, l'allora Primo Ministro australiano John Howard sollevò la questione della necessità di una revisione di tale sistema per la risoluzione di questi casi di disaccordo tra le due camere. Tuttavia, la proposta è stata presto abbandonata.